# 布里吉德基

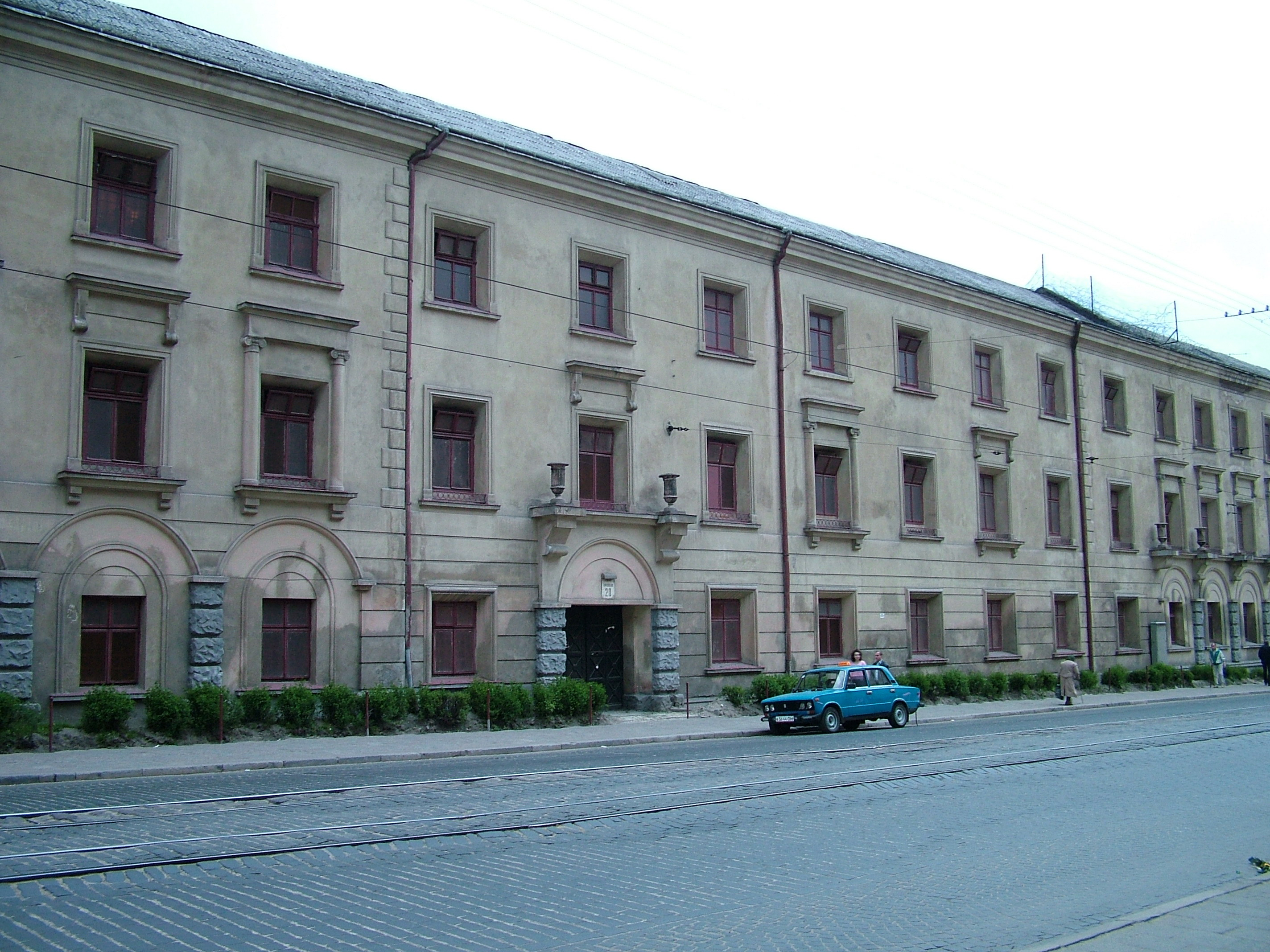

布里吉德基（波蘭語：Brygidki，羅馬化：Bryhidky）是乌克兰利沃夫的一座监狱，设于原布里吉特会修女院建筑内。

## 历史
修女院成立于1614年，应安娜·法斯特考斯卡和安娜·波拉多斯卡的要求，为来自贵族家庭的女孩提供服务。瓜分波兰后，奥地利政府决定世俗化修女院。1784年，修女院建筑改为监狱，定期在此执行死刑，直到1980年代。 
1939年苏联入侵波兰后，监狱被苏联接管。1941年6月，纳粹德国入侵，苏联撤退前，这里成为内务人民委员部在乌克兰进行政治犯大屠杀的三个地点之一，大约7,000名囚犯 - 主要是波兰人和乌克兰人 - 在那次事件中死于利沃夫。 
在德国占领期间，在布里吉德基发生了对波兰、犹太和乌克兰平民的大规模屠杀。这里是在利沃夫教授大屠杀期间杀害卡齐米日·巴尔特尔教授的地点。
监狱院子里仍然有一座原修道院的巴洛克式小堂。有计划关闭这座臭名昭著的监狱或将其迁出该市。 

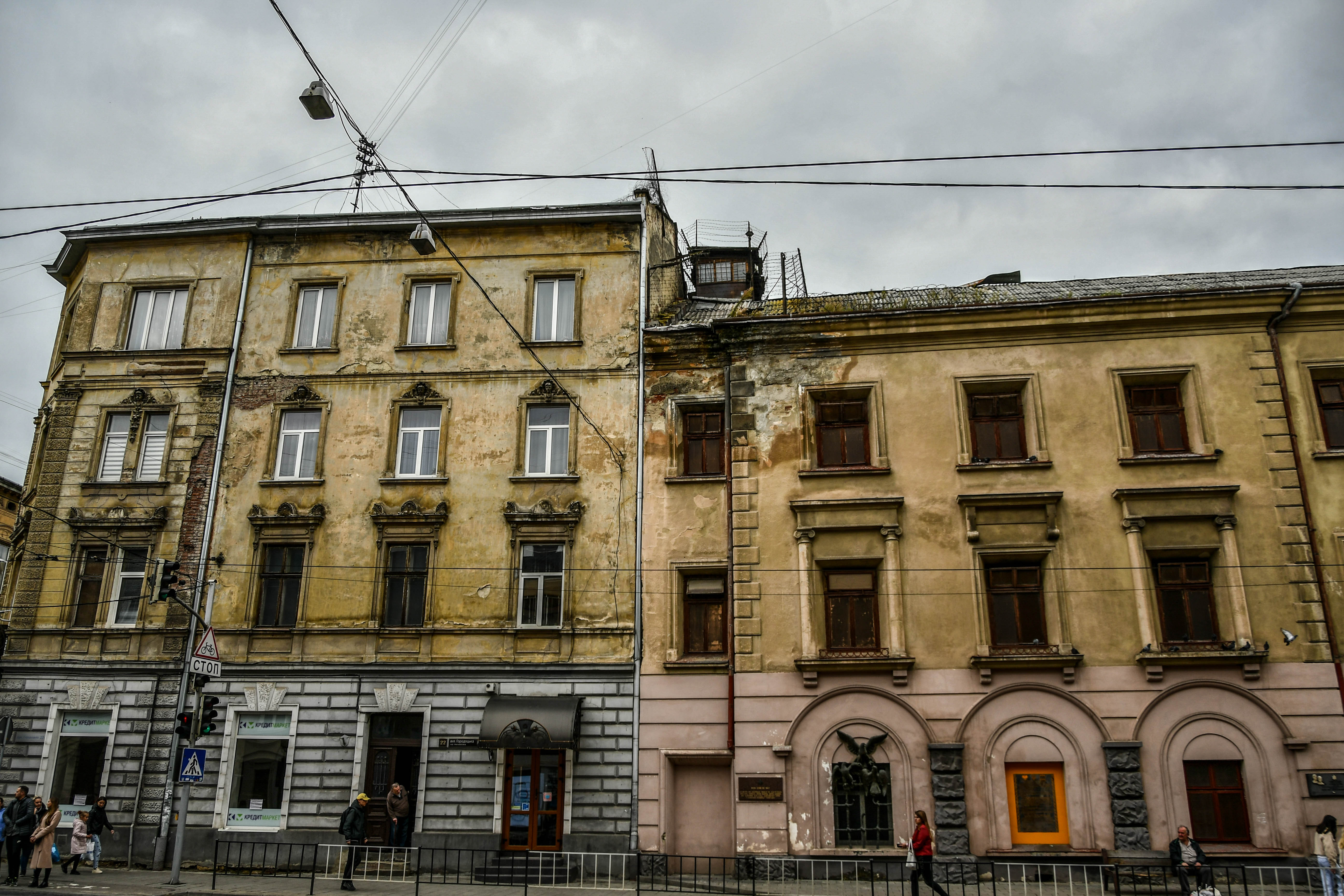

## 著名囚犯
- 欧米利安·普列什凯维奇（英语：Omelan Pleszkewycz）（1919年）
- 纳夫塔利·博特温（英语：Naftali Botwin） （1925年）- 被波兰政府处死
- 卡齐米日·巴尔泰尔 （1941年）- 被纳粹德国当局杀害

49°50′36″N 24°1′19″E / 49.84333°N 24.02194°E